# Démon alkohol
Démon alkohol (v anglickém originále Death Has a Shadow) je první díl amerického animovaného seriálu Griffinovi, který měl premiéru 31. ledna 1999. Scénář vytvořil Seth MacFarlane a režii obstarával Peter Shin.

## Děj
Na začátku Meg prosí Lois o kolagenové injekce do svým rtů. Ta jí to však vymluví tím, že většinu problémů na světě mohou něčí komplexy, v "přepnutí" děje je uveden Hitler v tělocvičně, kde závidí pozornost hezkých žen jednomu Židovi. Peter večer odchází na pánskou jízdu, ale pod podmínkou, že se neopije. Peter to však poruší a vypije 37 piv. Poté odejde do práce - továrny na hračky, kde kontroluje jejich bezpečnost. Peter usne a ve večerních zprávách je reportáž o nebezpečných hračkách. Místo baseballového míčku je prodána sekera, místo štěkajícího pejska léky a panenka, která vyplivuje věci slouží jako plamenomet. Následně dostává Peter výpověď. Nejprve to Lois nechce oznámit a tak si jde pro podporu, nedopatřením však získá 150 000 dolarů, ale nechce je vrátit. Proto si pronajme sochu Davida, Meg zaplatí kolagenové injekce, Chrisovi koupí prsní implantáty a kolem domu si zavedou vodní příkop. Když se to Lois dozví, na doporučení Briana se Peter rozhodne ty peníze vrátit na nějaké veřejné akci a je jí zápas v americkém fotbale. Zbylé peníze tedy vyhodí ze vzducholodi, kde je i Brian. Ochranka je sestřelí a putují do věznice. U soudu Petera odsoudí na dva roky, Stewie však změní soudcovo rozhodnutí svým laparátem, (přístrojem na ovládání myšlenek).
Během dílu se však Stewie pokouší zabít Lois. Střílí po ní laserem a nabízí jí granáty místo bonbonů, to kvůli zabavení jeho laparátoru.